# Gambrus biannulator
Gambrus biannulator là một loài tò vò trong họ Ichneumonidae.